# Ospedale psichiatrico di Maggiano
L'ospedale psichiatrico di Maggiano, già Monastero dei Canonici Lateranensi di Santa Maria di Fregionaia, era un'istituzione sanitaria della provincia di Lucca che fino al 1999 fu destinata al trattamento delle malattie mentali.
Era composto da un insieme di edifici dell'ex Monastero dei Canonici Lateranensi di Santa Maria di Fregionaia, trasformato in ospedale per indigenti, poi in ospedale psichiatrico. È ubicato in Via di Fregionaia nella frazione del comune di Lucca Maggiano, provincia di Lucca, Toscana. È rappresentativo dei grandi ospedali psichiatrici istituiti nel periodo post-illuminista del XVIII-XIX secolo.

## Storia

### Istituzione
In origine questi edifici facevano parte di un monastero fondato intorno al 1402 dall'ordine agostiniano dei Canonici Regolari Lateranensi, e che sarebbe diventato uno dei suoi principali monasteri fino al loro trasferimento a Roma intorno al 1431. Intorno al 1770, su richiesta della Repubblica di Lucca a Papa Clemente XIV, il Monastero dei Canonici Lateranensi di Santa Maria di Fregionaia fu soppresso, con la richiesta papale che diventasse un'istituzione affiliata all'Ospedale di San Luca della Misericordia di Lucca. Alcuni documenti parlano di passaggio in Spedale de' Pazzi: l'apertura avvenne nel 1773 con il trasferimento qui di 11 pazienti provenienti dal Carcere cittadino della Torre. Lorenzo Bartolini, allora rettore dell'Ospedale di San Luca della Misericordia, nel 1772-1775 riorganizzò l'istituzione.

### Ottocento, novecento e chiusura
Nel corso del secondo decennio dell'Ottocento, Giovanni Buonaccorsi, trasformò l'istituto da mero ricovero per pazzi a istituto che impiegava attività manuali, prevalentemente agricole o di pulizia, nell'ambito della terapia riabilitativa. Nel 1860 fu aggiunta una sala da ballo con organo a tastiera. Nel 1913 il Regio manicomio di Fregionaia passò sotto la gestione amministrativa della Provincia di Lucca e vi rimase fino alla riforma sanitaria del 1978, quando entrò a far parte dell'Unità sanitaria locale che avviò la fase terminale dell'Ospedale fino alla chiusura definitiva nel 1999. Nel XX secolo lo psichiatra e scrittore Mario Tobino esercitò la professione medica nel manicomio a partire dal 9 luglio 1942 e vi è rimasto legato per più di quarant'anni.
Attualmente lo stato di conservazione del complesso, di proprietà della Regione Toscana è pessimo, tanto da costituire un esempio di incuria ed abbandono dei beni pubblici già sanitari. Il nucleo centrale con elementi architettonici cinquecenteschi è l'unica parte fruibile ed ospita la Biblioteca di Psichiatria, La Fondazione Mario Tobino ed il Museo Psichiatrico Giordano. Le ali ottocentesche, progettate da Giuseppe Pardini, sono fatiscenti e in gran parte con i tetti crollati.

### Gli interni

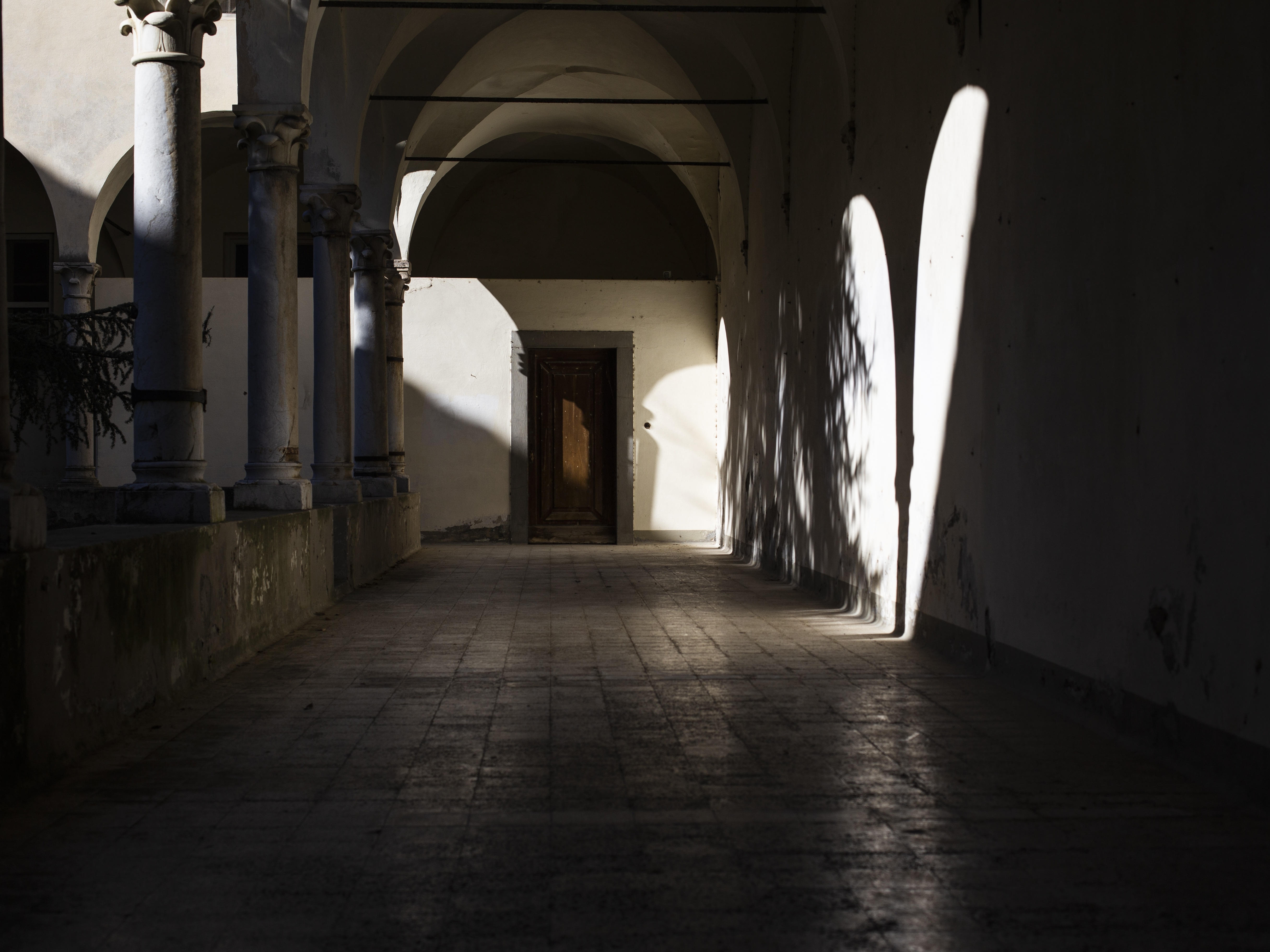
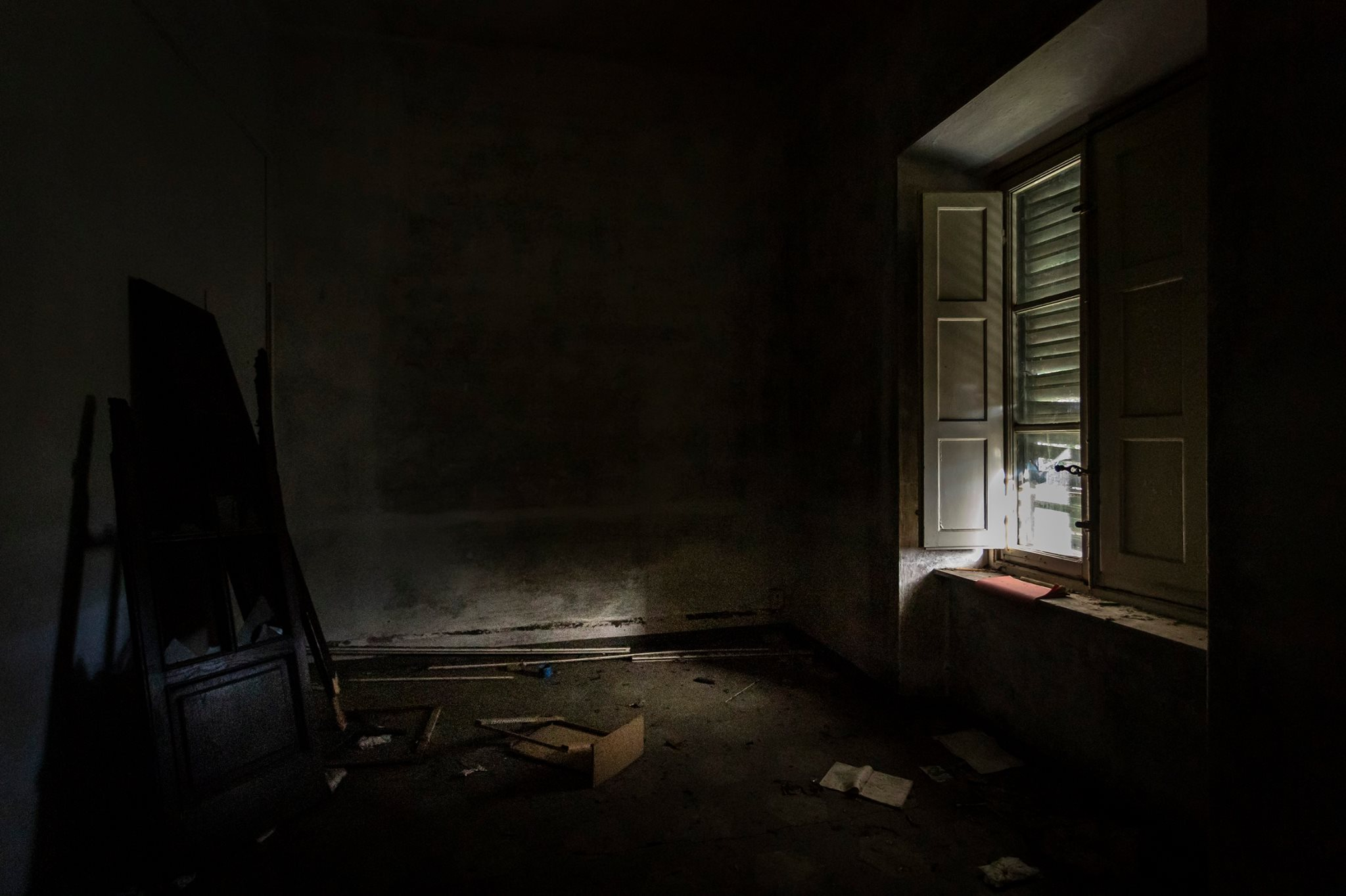
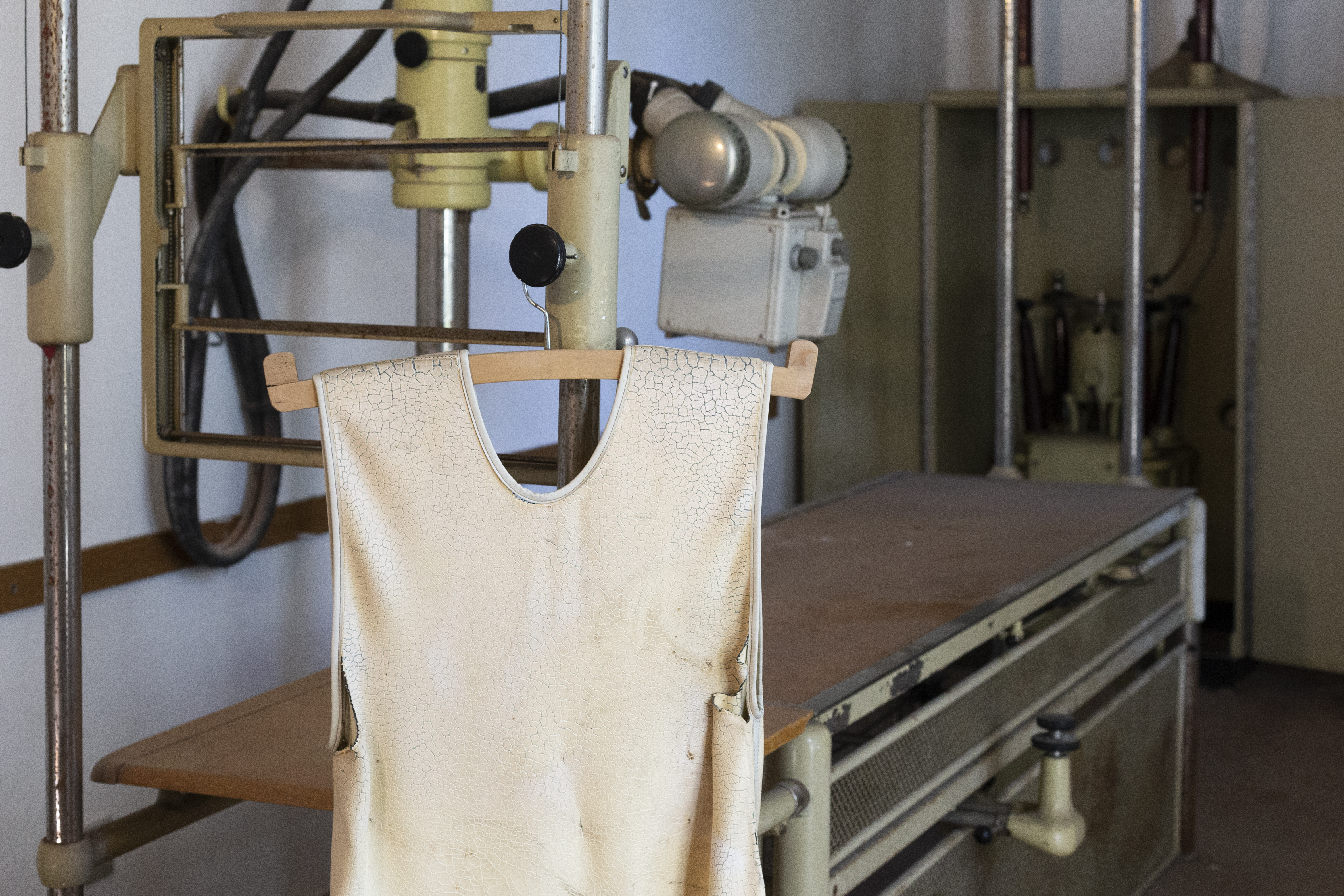
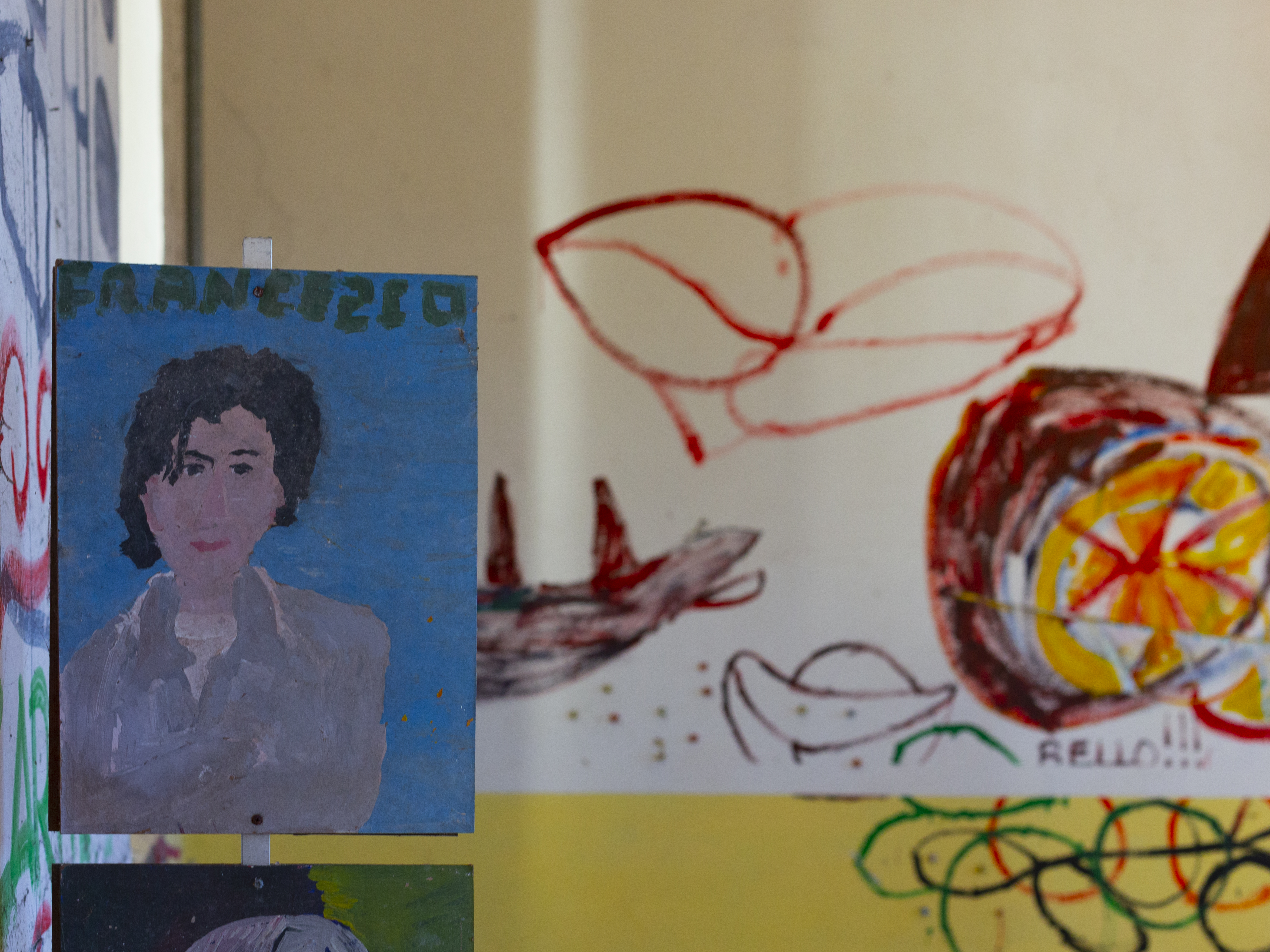
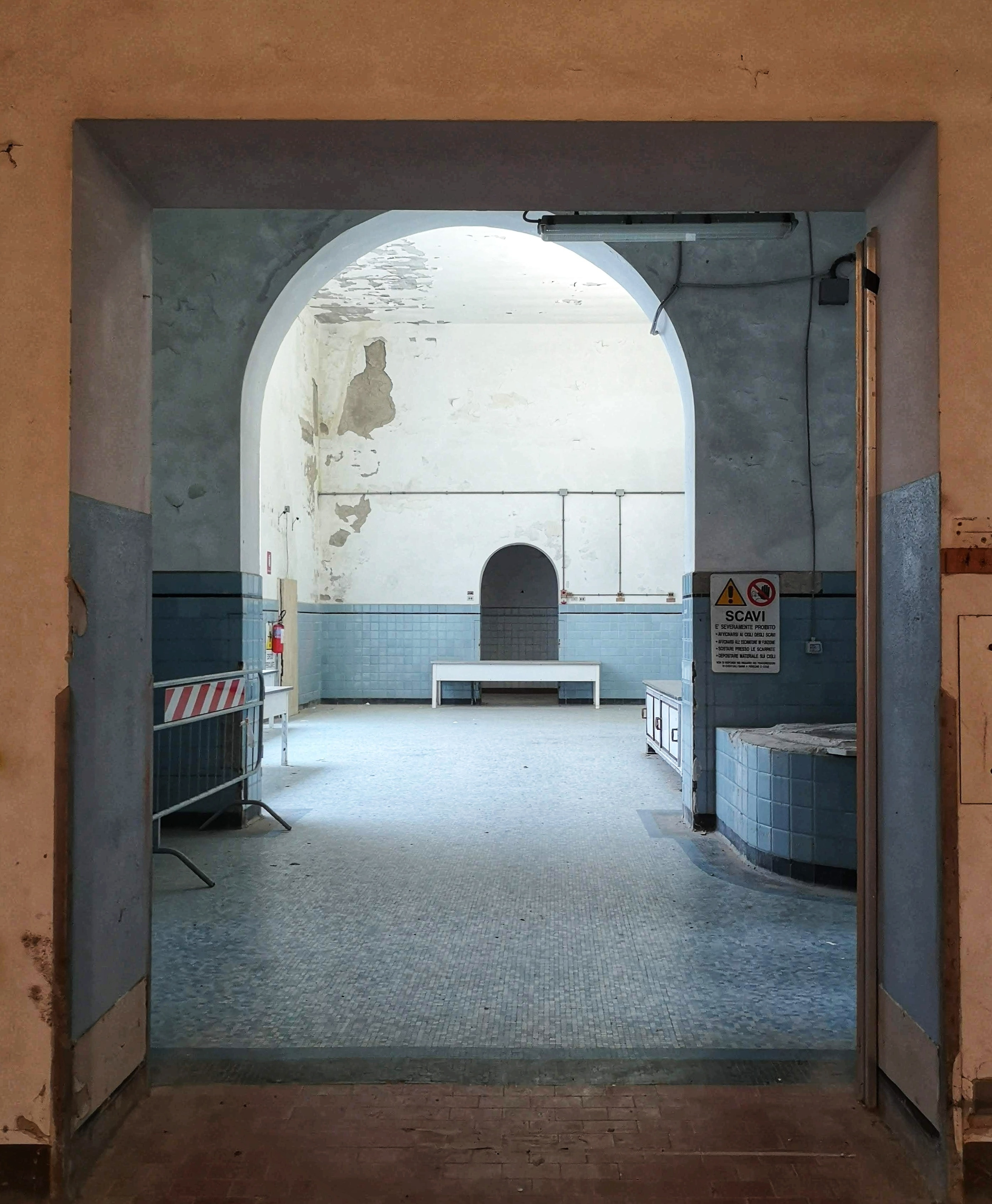
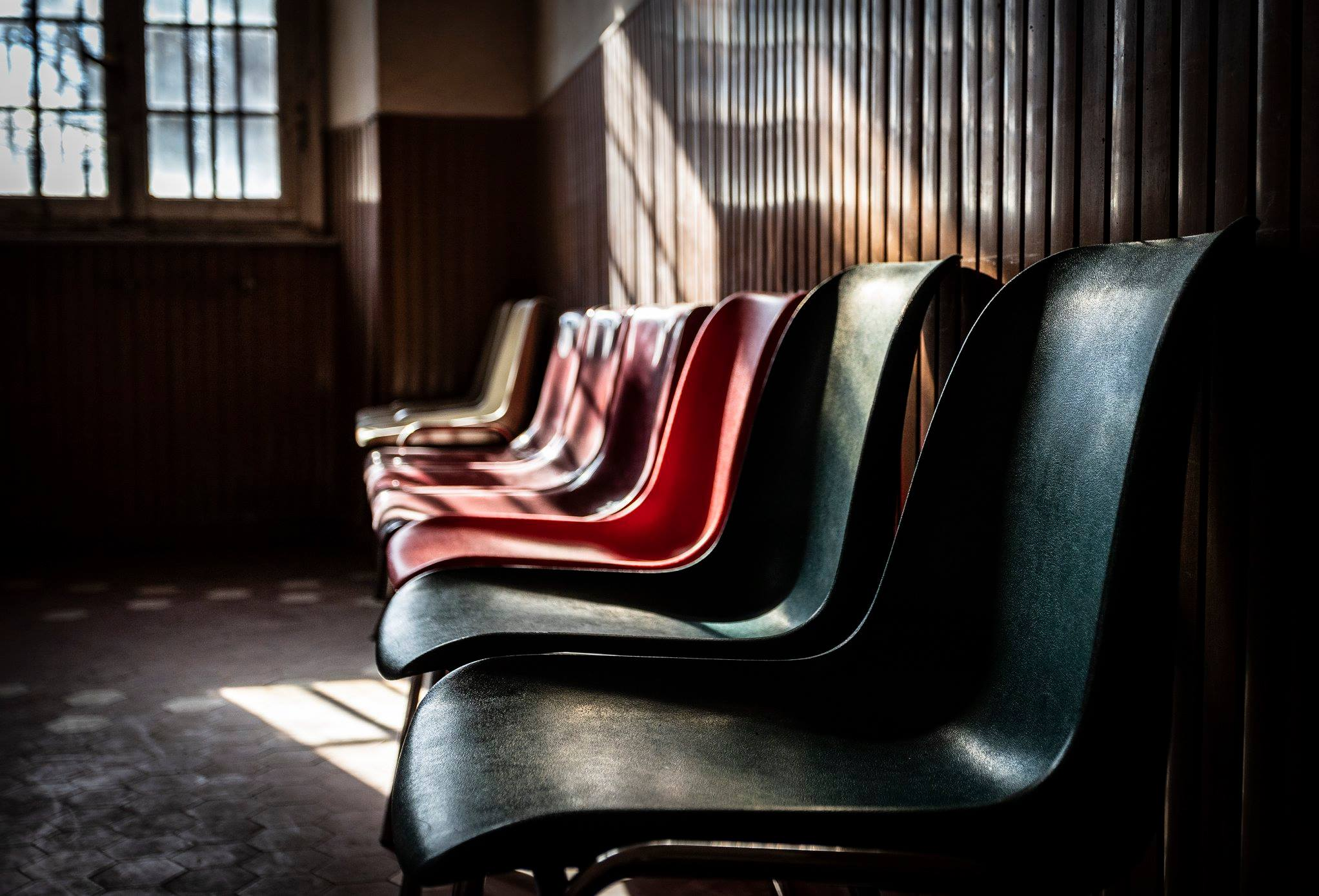
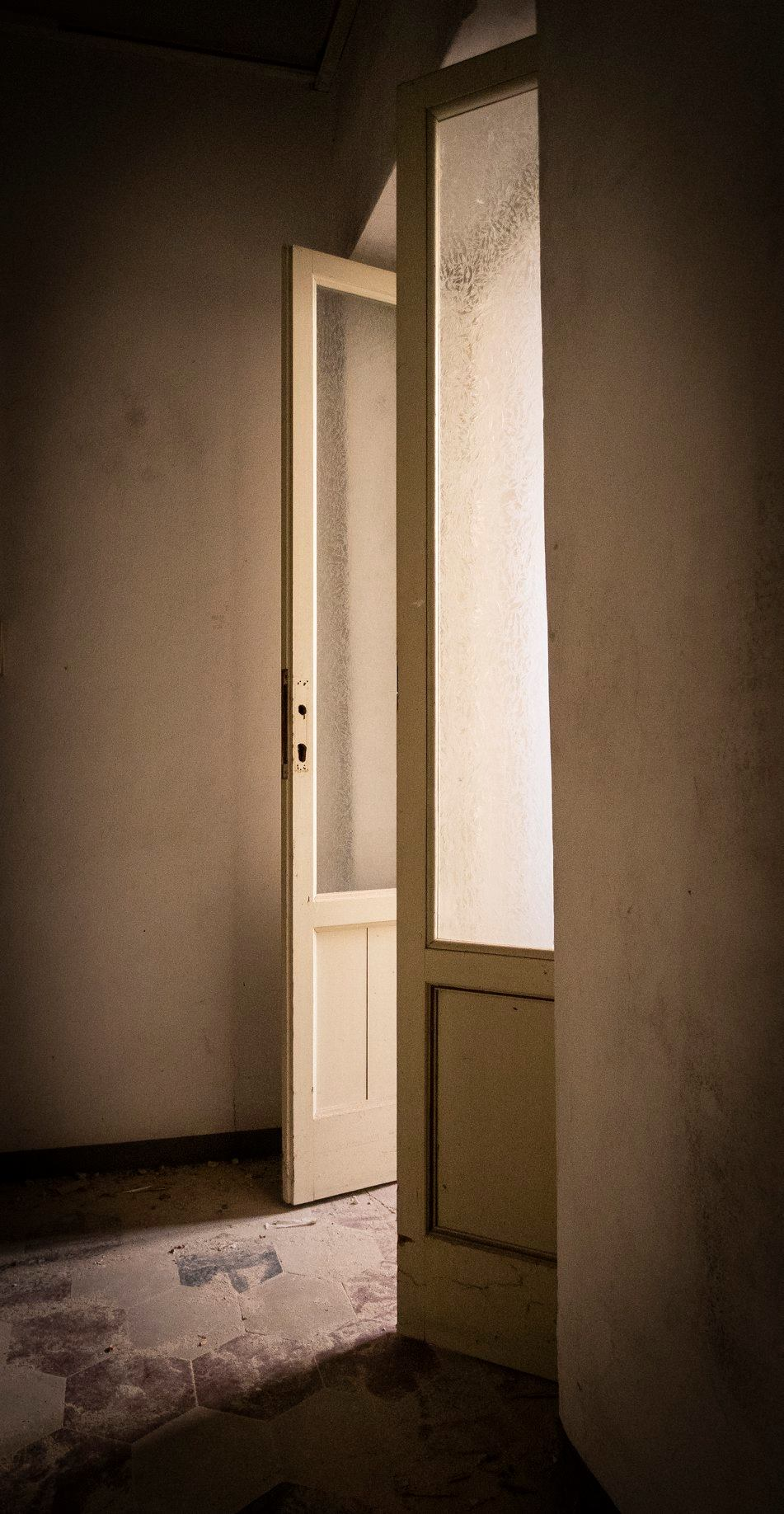

### Gli esterni

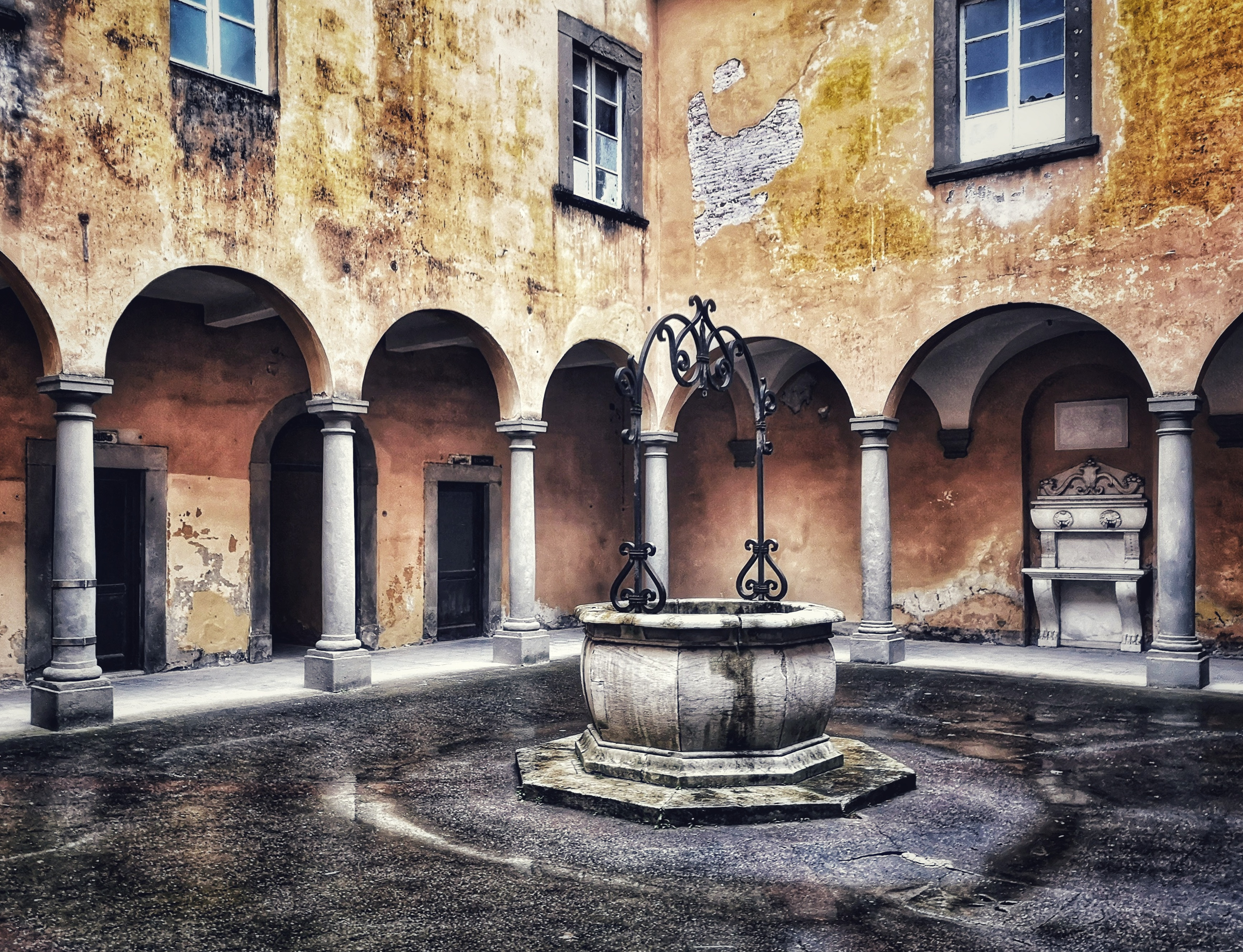
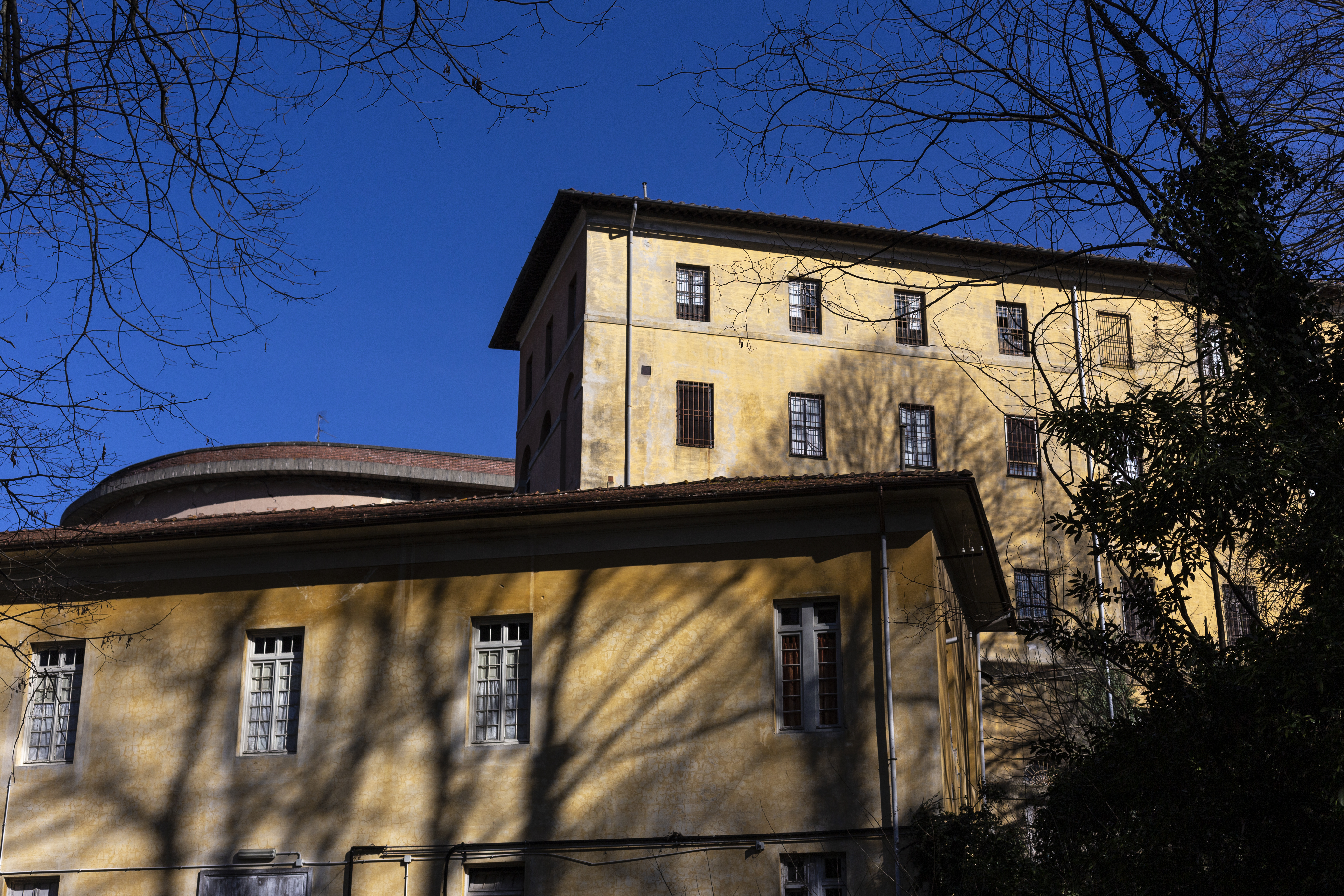
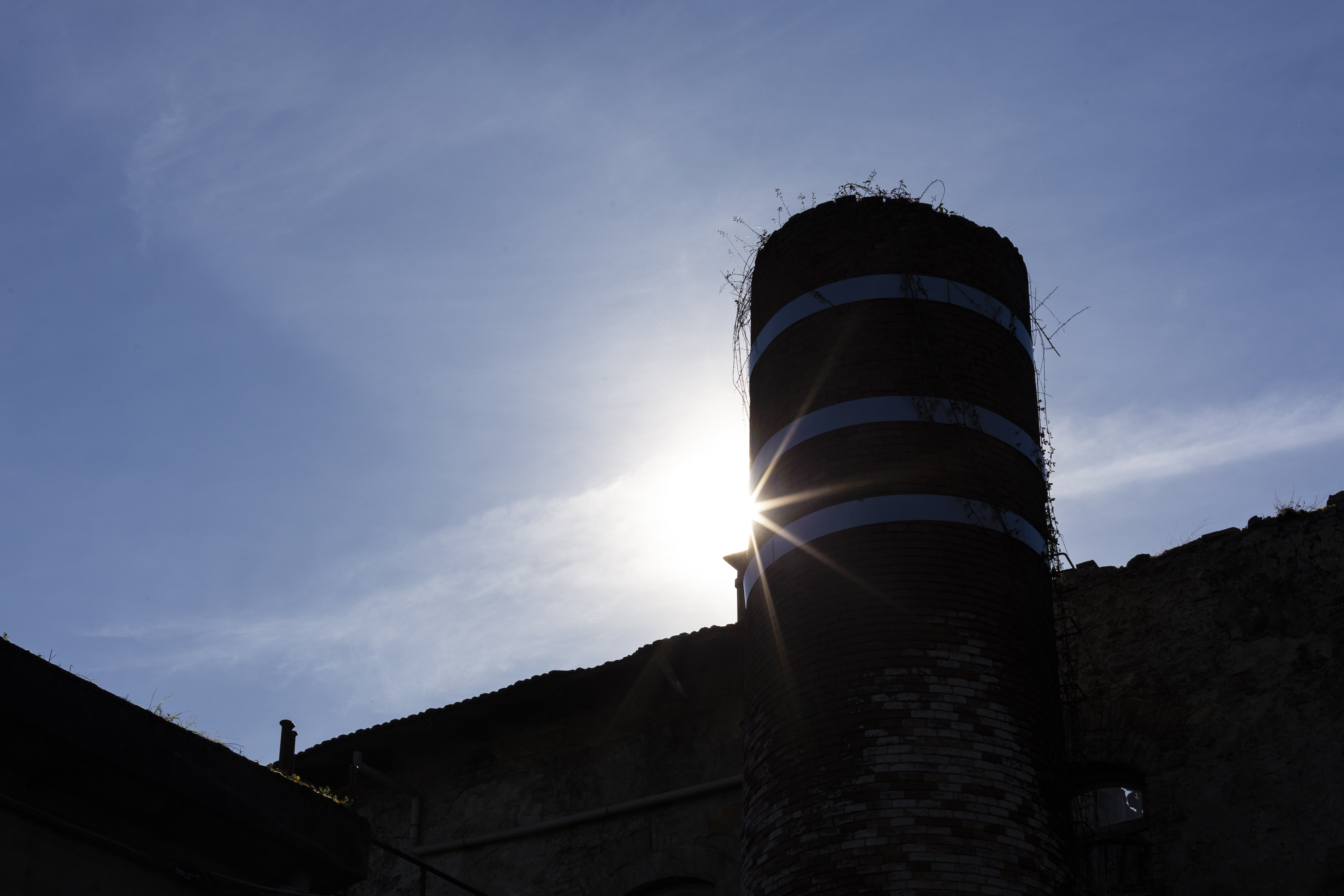
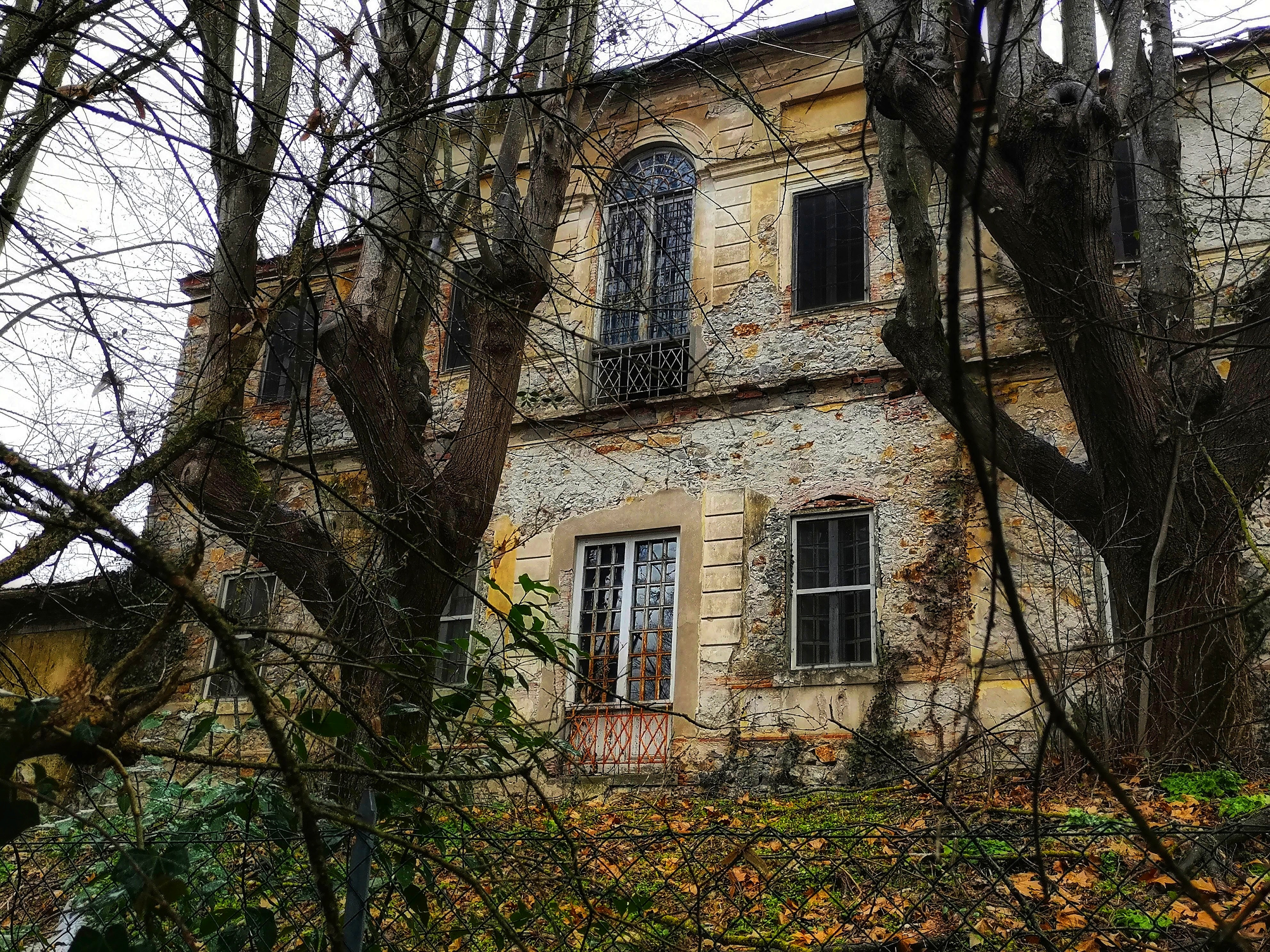